# شهر بایما، هوبئی
شهر بایما، هوبئی (به لاتین: Baima Township) یک شهرک در جمهوری خلق چین است که در شهرستان یی واقع شده‌است. شهر بایما ۸۴ متر بالاتر از سطح دریا واقع شده‌است.